# Lampanella
Lampanella là một chi ốc biển, là động vật thân mềm chân bụng sống ở biển trong họ Batillariidae.

## Các loài
Các loài trong chi Lampanella gồm có:
- Lampanella minima (Gmelin, 1791)[2]